# Iochroma peruvianum
Iochroma peruvianum är en potatisväxtart som först beskrevs av Michel Félix Dunal, och fick sitt nu gällande namn av J. F. Macbride. Iochroma peruvianum ingår i släktet Iochroma och familjen potatisväxter. Inga underarter finns listade i Catalogue of Life.